# ارزنک آسیای صغیر
ارزنک آسیای صغیر (نام علمی: Milium pedicellare) نام یک گونه از سرده ارزنک است.